# Joachim Westphal

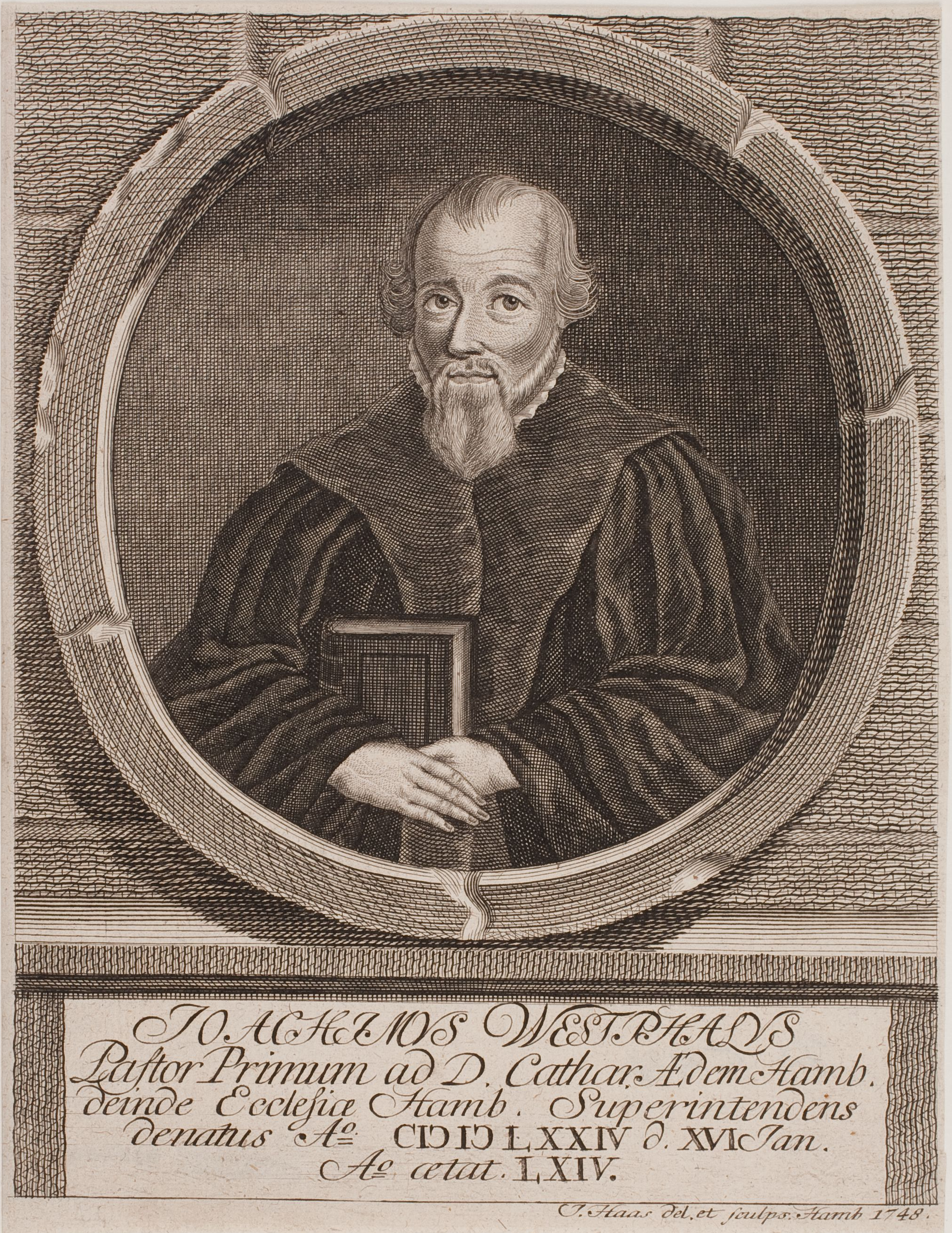
Joachim Westphal.

Joachim Westphal, född 1510 eller 1511 i Hamburg, död 16 januari 1574 i Hamburg, var en luthersk teolog och reformator. 
Johan Westphal studerade för Martin Luther och Philipp Melanchthon i Wittenberg och vid flera andra tyska universitet. Han slog sig därefter ned i Wittenberg som föreläsare och predikant. Efter att ha avböjt en professur i Rostock 1541 accepterade han samma år att bli pastor vid Katarinakyrkan i Hamburg. Där blev han snart invecklad i den tidens religiösa strider. Han stod på gnesiolutheranernas sida. Till exempel höll han med Matthias Flacius i Interimsstriden. 
Mest känd blev Westphal genom de hårda nattvardsstriderna, som han inledde med ett våldsamt angrepp på den kalvinska uppfattningen i skriften Farrago 1552. När han fick myndigheterna i Hamburg att utvisa de engelska kalvinska flyktingarna från staden 1554, svarade Jean Calvin själv med Defensio 1555. Slutligen utsågs han till superintendent i Hamburg, först som tillförordnad 1562-1571, och sedan som ordinarie.
Denne Joachim Westphal skall inte förväxlas med den samtida predikanten och teologiska författaren Joachim Westphal från Mansfeld, död 1569.